# Graham Whitehead
Graham Whitehead, né le 15 avril 1922 à Harrogate (Yorkshire) et mort le 15 janvier 1981 à Lower Basildon (Berkshire), est un ancien pilote automobile britannique. 

## Biographie
Demi-frère cadet de Peter Whitehead, il débute en compétition en 1951. Il participe sept fois aux 24 Heures du Mans de 1953 à 1960 (six abandons), les trois dernières au sein de l'écurie familiale, P. -& A.G.- Whitehead. Avec son frère, il termine second des 24 Heures du Mans 1958, sur Aston Martin. 
Il a disputé un Grand Prix de championnat du monde, en 1952, sur Alta.

## Résultats en championnat du monde de Formule 1
| Saison | Écurie | Châssis | Moteur          | Pneus  | GP disputés     | Points inscrits | Classement |
| ------ | ------ | ------- | --------------- | ------ | --------------- | --------------- | ---------- |
| 1952   | Privé  | Alta F2 | Alta 4 en ligne | Dunlop | Grande-Bretagne | 0               | non classé |